# Пианист (фильм)
«Пиани́ст» (англ. The Pianist) — историческая картина польского кинорежиссёра Романа Полански, основанная на мемуарах «Гибель города» польско-еврейского пианиста Владислава Шпильмана. В 2002 году фильм получил главную награду Каннского кинофестиваля — «Золотую пальмовую ветвь», а в 2003-м одержал победу в трёх категориях на 75-й церемонии вручения премии Американской академии «Оскар».
Исполнитель главной роли — Эдриен Броуди — стал самым молодым лауреатом премии в категории «Лучший актёр главной роли», получив награду в возрасте 29 лет. Для съёмок в фильме Эдриен выучил сочинения Фредерика Шопена и похудел на 13 кг. Музыкальные партии на рояле за актёра исполняет Януш Олейничак, а также крупные планы его рук сняты во время исполнения музыкальных произведений на рояле.

## Сюжет
Фильм снят по автобиографии Владислава Шпильмана, одного из лучших пианистов Польши 30-х годов прошлого века. Владислав занимается искусством до тех пор, пока территорию Польши не занимают нацисты. Жизнь всех евреев меняется: их помещают в Варшавское гетто, запрещают работать, унижают, заставляют носить отличительные повязки, а через некоторое время отправляют в концлагерь. В последний момент от посадки на «поезд смерти», ведущий к сожжению всех, кто в нём находится, Шпильмана спасает знакомый, который служил в еврейской полиции.
Шпильман возвращается в опустевшее гетто и несколько часов прячется со знакомым под сценой ресторана, где ещё недавно работал. После этого они попадают на стройку, где трудятся чернорабочими под надзором нацистов. Однажды Владислав замечает на улице женщину, с мужем которой работал на радио до войны. Впоследствии музыканту удаётся благодаря другу, иногда бывающему в городе, связаться с этой супружеской четой и с её помощью бежать со стройки.
Ему предоставили ночлег на одну ночь и сняли для него квартиру в немецком районе, прямо напротив Варшавского гетто. Находясь в ней, Шпильман наблюдает за ходом восстания в гетто. Однажды к нему приходит человек, который сообщает, что его друзей, снявших квартиру, арестовали, и советует Шпильману бежать отсюда. Тот, несмотря на такую рекомендацию, остаётся, но больше к нему никто не приходит и не приносит еды. В поисках каких-либо продуктов питания он обшаривает шкафы. При этом из-за его нечаянного прикосновения на пол падает большое количество посуды, разбиваясь вдебезги. Услышав грохот, в дверь стучится соседка, которая до того была уверена, что квартира всё это время пустовала. Владислав собирает вещи и вечером тихо выходит из квартиры, но оказалось, что соседка караулит его у дверей. Ему с трудом удаётся ускользнуть от женщины, преследующей его с криком: «Жид! Жид! Не дайте ему уйти!».
Шпильман направляется туда, где проживает с мужем давняя поклонница его таланта. Их адрес дали беглецу друзья, предупредив, что супруги снимают очередную квартиру прямо напротив немецкого госпиталя и комендатуры: да, это «логово льва, но безопаснее места нет». Благодаря тому, что Шпильман — национальная знаменитость, находятся люди, готовые ему помогать, но известность всё же не защищает его от предательства: техник с польского радио, приносящий ему еду, появляется всё реже и реже, а потом и вовсе сбегает с деньгами, собранными на спасение Владислава его друзьями и поклонниками. Владислав заболевает желтухой и лежит один в пустой квартире, без помощи и лекарств. Спасшая его женщина с мужем обнаруживают его в полумёртвом состоянии и спешно вызывают врача. Сами они вынуждены уехать из города, после чего Владислав остаётся совершенно один в уничтожаемой немцами Варшаве. Через несколько дней группа партизан атакует комендатуру фаустпатронами и гранатами; начинается Варшавское восстание. Для его подавления немцы привлекают танки и армию. В дом, где прячется Владислав, попадают два танковых снаряда; один из них взрывается прямо в квартире. Ему с трудом удаётся спастись и спрятаться сначала в покинутом госпитале, а потом и в разрушенном городе, где не осталось ни единой живой души, где нет ни еды, ни воды. Действие происходит в зимнее время.
Шпильман поселяется в наиболее сохранившемся здании и там находит банку консервированных огурцов, но не может её открыть. В поисках инструмента он вечером спускается на первый этаж и сталкивается с немецким офицером (Томас Кречман). Немец настроен вполне миролюбиво и, узнав, что Шпильман — пианист, просит сыграть ему. Шпильман исполняет шопеновскую «Балладу № 1 соль минор».
Немец понимает, что Шпильман — еврей, скрывающийся в доме на чердаке. Уходя, он спрашивает : «Haben Sie etwas zu essen?» («У вас есть еда?»). в ответ на что Шпильман показывает банку с огурцами. Утром немцы устраивают в этом же здании штаб, Владек вынужден спрятаться на чердаке. Позже немец тайно приносит хлеб, варенье и консервный нож.
Через некоторое время немецкий штаб эвакуируется. Немец приходит попрощаться к Шпильману, передаёт очередной пакет с пищей, уже поворачивается к двери, но, бросив напоследок взгляд  на Шпильмана, закутанного в грязные тряпки, отдаёт ему свою зимнюю шинель и напоследок узнаёт его фамилию (Spielmann по-немецки означает «музыкант»). Вскоре Варшаву освобождают советские войска. Шпильмана в офицерской шинели поначалу принимают за немца, но в конце концов ему удаётся убедить людей, что он поляк.
В конце фильма нам показывают немецких военнопленных, в том числе и офицера, помогавшего Шпильману. Мимо пункта временного размещения проходят бывшие заключённые концлагеря. Один из них подходит к забору и начинает возмущаться, что у него отняли самое дорогое — его скрипку. Офицер спрашивает у музыканта, знает ли он Шпильмана, и, получив утвердительный ответ, сообщает о том, что он помог Шпильману выжить. Но советский солдат отгоняет музыканта прежде, чем он успевает расслышать фамилию немца. Позже приятель Шпильмана рассказывает ему о встрече, и тот приезжает на место лагеря, но застаёт пустое место, но, поскольку фамилии спасителя он не знает, ничем не может ему помочь.
В конце сообщается, что немца звали Вильгельм (Вильм) Хозенфельд и он скончался в 1952 году в советском лагере для военнопленных. Шпильман прожил остаток жизни в Варшаве и скончался в возрасте 88 лет.

## В ролях
Я помню эпизод на съёмках «Пианиста». Мне нужно было выпрыгнуть в окно. Внизу был страховочный мат. Я замешкался: «Чёрт, а кто-нибудь уже пробовал прыгать в это окно?» Все помотали головами. «Что, никто не прыгал?» — переспросил я. И тут Полански взял и сиганул в окно. Уже снизу он крикнул: «Ну вот, кто-то попробовал. Теперь твоя очередь!» И я прыгнул. Помню, я здорово долбанулся лицом и ободрал ребра. А Полански хоть бы что. Даже штаны не помял.
| Актёр                | Роль                                    |
| -------------------- | --------------------------------------- |
| Эдриен Броуди        | Владислав Шпильман                      |
| Томас Кречман        | гауптман (капитан) Вильгельм Хозенфельд |
| Фрэнк Финлэй         | Самуил Шпильман , отец Владислава       |
| Морин Липман         | Эдварда Шпильман , мать Владислава      |
| Эмилия Фокс          | Дорота                                  |
| Эд Стоппард          | Хенрик Шпильман                         |
| Юлия Райнер          | Регина Шпильман                         |
| Джессика Кейт Майер  | Халина Шпильман                         |
| Ронан Вайберт        | Анджей Богуцкий                         |
| Рут Платт            | Янина Богуцкая                          |
| Эндрю Тирнан         | Шалас                                   |
| Михал Жебровский     | Юрек                                    |
| Дэниел Кальтаджироне | Майорек, узник концлагеря Треблинка     |
| Збигнев Замаховский  | клиент                                  |
| Катаржина Фигура     | соседка                                 |
| Зофья Червиньская    | женщина с супом                         |
| Борис Шиц            | молодой гестаповец                      |

## Признание
В списке лучших фильмов по версии IMDb «Пианист» оценивается выше остальных фильмов Романа Полански.

### Награды
Премия «Оскар» в 2003 году:
- Лучшая мужская роль (Эдриен Броуди)
- Лучшая режиссура (Роман Полански)
- Лучший сценарий (Рональд Харвуд)

Премия BAFTA в 2003 году:
- Лучший фильм
- Награда Дэвида Лина режиссёрам (Роман Полански)

Каннский кинофестиваль в 2002 году:
- «Золотая пальмовая ветвь»

Премия «Сезар» в 2003 году:
- Лучший актёр (Эдриен Броуди)
- Лучший оператор (Павел Эдельман)
- Лучшая режиссура (Роман Полански)
- Лучший фильм
- Лучшая музыка к фильму
- Лучшая работа художника-постановщика/декоратора
- Лучший звук

### Номинации
Премия «Оскар» в 2003 году:
- Лучший фильм года
- Лучшая операторская работа (Павел Эдельман)
- Лучший монтаж (Эрве Де Люс)
- Лучший дизайн костюмов (Анна Б. Шеппард)